# Jaru (kommun)
Jaru är en kommun i Brasilien.   Den ligger i delstaten Rondônia, i den centrala delen av landet, 1 700 km väster om huvudstaden Brasília. Antalet invånare är 52 043.
Följande samhällen finns i Jaru:
- Jaru

Omgivningarna runt Jaru är huvudsakligen savann. Runt Jaru är det glesbefolkat, med 14 invånare per kvadratkilometer.